# Ottenby NR
Ottenby NR este o arie protejată (arie specială de conservare — SAC, sit de importanță comunitară — SCI) din Suedia întinsă pe o suprafață de 2.391,4 ha, integral pe uscat.

## Localizare
Centrul sitului Ottenby NR este situat la coordonatele 56°13′11″N 16°25′25″E / 56.2197°N 16.4235°E.

## Înființare
Situl Ottenby NR a fost declarat sit de importanță comunitară în ianuarie 1998 pentru a proteja 1 specie de plante și 3 specii de animale. Situl a fost protejat și ca arie specială de conservare în martie 2011.

## Biodiversitate
Situată în ecoregiunile continentală și marină baltică, aria protejată conține 18 habitate naturale: Pajiști uscate seminaturale și facies de acoperire cu tufișuri pe substraturi calcaroase (Festuco-Brometalia) (* situri importante pentru orhidee), Lagune de coastă, Pășuni din zone de pădure fino-scandinave, Pajiști din zone de pădure fino-scandinave, Pășuni de coastă din Baltica boreală, Pajiști cu Molinia pe soluri calcaroase, turboase sau argilos-nămoloase (Molinion caeruleae), Pajiști uscate europene, Fânețe de joasă altitudine (Alopecurus pratensis, Sanguisorba officinalis), Pajiști carstice calcaroase sau bazofile, de Alysso-Sedion albi, Recifuri, Terase mlăștinoase și terase nisipoase neacoperite de apă la reflux, Alvar nordic și șisturi calcaroase precambriene, Golfuri mici largi și golfuri puțin adânci, Vegetație anuală la limita mareei, Pajiști fino-scandinave uscate până la mezice, bogate în specii de altitudine mică, Bancuri de nisip acoperite în permanență slab de apă marină, Mlaștini alcaline, Formațiuni ierboase bogate în specii de Nardus, dezvoltate pe substraturi silicioase în zone montane (și în zone submontane, în Europa continentală).
La baza desemnării sitului se află mai multe specii protejate:
- plante (1): Sisymbrium supinum
- amfibieni (1): triton cu creastă (Triturus cristatus)
- mamifere (2): Halichoerus grypus, focă obișnuită (Phoca vitulina)